# Clean (phim 2021)
Người Dọn Rác (Clean) là một bộ phim hành động giật gân của Mỹ năm 2021. do Paul Solet đạo diễn và Adrien Brody đóng vai chính, cũng là người sản xuất và viết kịch bản cho bộ phim.

## Tóm tắt
Ở Utica, New York, một tài xế xe chở rác có biệt danh là "Clean" làm công việc thu gom rác trong một khu dân cư đô thị mục nát đầy tội phạm. Trong công việc của mình, anh thu thập các bộ phận có thể sử dụng được và sau khi làm việc, anh thu hồi, sửa chữa và bán chúng cho một cửa hàng tiết kiệm thuộc sở hữu của một trong những người quen của anh. Từ khi ly hôn vợ, Clean sống một mình trong xưởng còn con gái đã mất từ lâu. Anh luôn bị ám ảnh và dày vò bởi những ký ức về những gì đã xảy ra với người con gái yêu dấu của mình và những tội ác mà anh đã gây ra trong quá khứ. Anh chuẩn bị bữa ăn vào sáng hôm sau cho người hàng xóm của mình, một cô gái tuổi teen tên là Dianda, đang sống với bà của cô ấy.
Trong khi đó, một người đàn ông tên Michael đang đợi con trai mình, Mikey, bên ngoài cổng nhà tù. Khi Michael chuẩn bị đi gặp con trai mình, Mikey lại được bạn bè đón và lái xe đi cùng họ. Bực mình với hành vi của Mikey, ông quyết định bỏ qua. Trong khi thu gom rác vào buổi tối gần một nhà hàng hải sản do Michael làm chủ, Clean nhận thấy Michael và những tên côn đồ có vũ trang của hắn đang thực hiện một phi vụ buôn bán ma túy được nhồi trong xác những con cá buôn lậu từ Trung Quốc. Tuy nhiên, Clean vẫn tiếp tục làm công việc của mình như bình thường. Michael rất buồn vì các nhà cung cấp Trung Quốc đã bán khống cho hắn 5 túi cocaine, tổng cộng 200 gam.
Sáng hôm sau, Clean nhìn thấy Dianda đang đi bộ trên phố và được thông báo rằng xe buýt của trường cô không còn hoạt động trong khu vực của cô do cắt giảm dịch vụ. Anh đề nghị lái xe đưa Dianda đến trường. Sau khi đưa cô đến trường, Clean đã để chiếc xe đạp của con gái anh tại nhà Dianda. Tuy nhiên, bà của Dianda, Ethel, bước ra và hỏi tại sao Clean lại quan tâm đến cô như vậy. Clean trả lời anh làm vậy để tự cứu mình khỏi cảm giác tội lỗi luôn dày vò anh. Sau đó, Ethel nói với anh rằng anh là một chàng trai tốt. Nhưng Clean trả lời lại rằng anh ấy không tốt như vậy.
Tại nhà hàng của Michael, hắn ta đánh chết một trong những đối tác Trung Quốc của mình vì đã bán khống cocaine cho hắn. Mikey, người chứng kiến hành động của cha mình đã phải câm lặng trước sự tàn ác của hắn. Tối hôm đó, Clean nhận thấy máu và kính của đối tác của Michael mà hắn đã sát hại dã man trong khi thu gom rác. Khi anh đổ thùng đựng rác, Michael bất ngờ xuất hiện phía sau anh và xin lỗi vì mùi hôi thối. Hắn ta cố gắng đề nghị một số tiền cho Clean, nhưng Clean từ chối và tiếp tục làm công việc của mình.
Ngày hôm sau, xe của Clean bị hỏng trong một khu phố tồi tàn. Trong lúc kiểm tra chiếc xe, một nhóm côn đồ đuổi theo một người đàn ông đi ngang qua Clean vào một con hẻm. Clean đi theo họ vào con hẻm thì đột nhiên một trong những tên côn đồ xuất hiện phía sau anh và đánh anh bằng một cây gậy bóng chày. Clean tỉnh dậy trong bệnh viện và được bác sĩ kê đơn thuốc, nhưng Clean từ chối và chọn về thẳng nhà.
Ngày hôm sau, khi được nghỉ phép có lương, Clean lái xe ngang qua và thấy Dianda đang nói chuyện với một số tên côn đồ. Anh nói với cô ấy rằng đã muộn rồi và nên về nhà. Dianda lạnh lùng trả lời rằng anh không phải là cha của cô để ra lệnh cho cô ấy. Những tên côn đồ hung hăng và ra lệnh cho Clean rời đi. Tuy nhiên, Dianda cuối cùng cũng đồng ý với yêu cầu của Clean và đi về.
Tại nhà của Michael, Michael đã tranh cãi nảy lửa với con trai mình trong bữa tối vì đi chơi với bạn thay vì giúp hắn kinh doanh ma túy. Mikey sau đó dùng dao đe dọa hắn và quyết định bỏ nhà đi.
Dọn dọn dẹp một tòa nhà bỏ hoang và tìm thấy một cái cờ lê bên trong. Anh thấy Dianda bị bọn côn đồ ép uống rượu và ma túy. Bọn côn đồ dùng điện thoại ghi lại những gì chúng đang làm. Clean đánh bại bọn côn đồ bằng cờ lê và đưa Dianda về nhà bà. Một trong những tên côn đồ là con trai của Michael.
Sáng hôm sau, Michael đứng cạnh Mikey ở nhà. Hắn được thông báo rằng Mikey cần phẫu thuật nếu không thằng bé có thể không bao giờ nói được nữa, nhưng Michael từ chối, để Mikey có thể học được bài học từ sự không vâng lời của mình. Michael xem đoạn ghi hình từ đêm hôm trước, tiết lộ danh tính của Clean. Hắn ta ra lệnh cho Frank, một cảnh sát tham nhũng, giết Dianda và bà của cô ấy trước và bắt sống Clean.
Clean cố gắng rời khỏi thành phố cùng Dianda và Ethel, nhưng nhận thấy rằng mình đang bị theo dõi. Trong khi bị chặn lại, anh nhận ra viên cảnh sát là người đã bị Michael mua chuộc. Anh tăng tốc độ nhưng xe của anh bắt đầu hỏng hóc mặc dù anh đang cố gắng trốn tránh cảnh sát. Sau đó, họ dừng lại ở một sân chơi bowling và quán ăn. Dianda đi cùng bà của mình đi vệ sinh trong khi Clean tìm kiếm xung quanh bãi đậu xe để lấy trộm một chiếc xe. Một số tay sai của Michael chú ý đến xe của Clean và vào quán ăn. Họ đuổi theo Dianda và Ethel đến các phòng phía sau của tòa nhà. Clean chặn chúng và giết từng người trong trận chiến tay đôi tàn bạo.
Sau khi dừng chân tại một nhà nghỉ qua đêm, Ethel đổ lỗi cho Clean vì đã khiến họ gặp nguy hiểm và không thể trở về nhà. Clean thề sẽ làm mọi thứ đúng đắn và quay trở lại khu phố. Anh trở về nơi ở của mình để lấy số tiền mà anh có để mua vũ khí từ cửa hàng tiết kiệm của bạn mình và chuẩn bị cho cuộc chiến với Michael.
Tại nơi ở của Michael, Frank nhận được cuộc gọi từ một trong những sĩ quan đồng nghiệp của mình. Hắn biết rằng Clean là một sát thủ chuyên nghiệp đáng sợ được biết đến với cái tên "Thần chết" đã biến mất nhiều năm trước. Sau khi con gái qua đời, anh quyết định dừng tay và sống ẩn dật trong thành phố. Clean gọi điện cho Michael và cảnh báo hắn rằng anh biết địa chỉ của hắn và anh sẽ đến tìm hắn. Clean sử dụng các kỹ năng sửa chữa của mình để chế tạo bộ phận giảm thanh cho một khẩu súng ngắn mà anh cưa được làm từ nhiều ô tô và các thiết bị khác. Michael chuẩn bị tất cả người của mình để đối phó với Clean.
Clean đâm xe chở rác vào nhà của Michael và đấu súng với người của Michael, giết chết họ một cách dễ dàng. Khi Clean tìm kiếm Michael, anh đã bị Michael tập kích bất ngờ và bị đánh. Clean xoay chuyển cuộc chiến và chuẩn bị giết Michael thì Mikey xuất hiện từ phòng của Mikey với một khẩu súng. Michael nghĩ rằng con trai mình sẽ giết Clean, nhưng Mikey lại nã đạn vào cha mình. Mikey sau đó cố gắng bắn Clean nhưng hết đạn.
Một thời gian sau cuộc chiến, khu phố của Dianda hiện đã được giải phóng khỏi các hoạt động tội phạm khi nhiều trẻ em ra đường chơi hơn. Khi đang đạp xe trên phố, Dianda nhận thấy một chiếc xe chở rác đang tiến đến và mỉm cười.

## Diễn viên
- Adrien Brody ...	Clean: 1 công nhân thu gom rác
- Glenn Fleshler ...	Michael: chủ cửa hàng hải sản, nhưng thực ra buôn bán ma túy
- Richie Merritt ...	Mikey: con của Michael
- Chandler DuPont ...	Dianda: hàng xóm của Clean
- Mykelti Williamson[4] ...	Travis
- RZA[4] ...	chủ cửa hàng tiết kiệm Kurtis
- Michelle Wilson ...	Ethel: bà của Dianda
- John Bianco ...	Frank: cảnh sát, tay chân của Michael
- Gerard Cordero ...	Vic: đàn em của Michael
- Catherine Nastasi ...	mẹ của Mikey
- Alex Corrado ...	Tommy
- Jade Yorker ...	Dante
- Antino Crowley-Kamenwati	...	1 diễn giả có hình xăm trong nhà thờ, anh nhận ra Clean
- Dinora Walcott	...	Chủ cửa hàng sơn Hartley

## Phát hành
Phim được công chiếu lần đầu tại Liên hoan phim Tribeca vào ngày 19 tháng 6 năm 2021.
Vào ngày 1 tháng 9 năm 2021, có thông báo rằng IFC Films đã mua được quyền phân phối bộ phim ở Bắc Mỹ. Nó được phát hành tại các rạp vào ngày 28 tháng 1 năm 2022. Tháng 4 năm 2022, IFC Films ký hợp đồng phát hành với AMC+. Phim được phát hành trên dịch vụ phát trực tuyến vào ngày 6 tháng 5 năm 2022.

## Đón nhận

### Phòng vé
Tại Mỹ và Canada, bộ phim đã kiếm được 162.098 USD từ 254 rạp trong tuần đầu công chiếu.

### Đánh giá
Trên trang web tổng hợp phê bình Rotten Tomatoes, 46% trong số 37 bài phê bình của các nhà phê bình là tích cực, với điểm trung bình là 5,6/10